# (24282) 1999 XB179
1999 أكس بي 179 (ويعرف أيضًا باسم (24282) 1999 أكس بي 179 وفق تسمية الكوكب الصغير) (بالإنجليزية: 1999 XB179)‏ هو كويكب ضمن حزام الكويكبات؛ وترتيبه 24282 من حيث الاكتشاف.
اكتُشف هذا الجُرم الفلكي بواسطة بحث لنكولن عن الكويكبات القريبة من الأرض في 10 ديسمبر 1999.

## وصلات خارجية
- (24282) 1999 XB179 في قاعدة بيانات مختبر الدفع النفاث لأجرام النظام الشمسي الصغيرة

- الاكتشاف · مخطط المدار ·  العناصر المدارية · المعلمات المادية

- (24282) 1999 XB179 على موقع ويكي سكاي: DSS2, SDSS, GALEX, IRAS, Hydrogen α, X-Ray, Astrophoto, Sky Map, Articles and images